# Los Angeles Force
Il Los Angeles Force è un club calcistico professionistico statunitense con base a Los Angeles, in California, che disputa le proprie gare interne presso lo stadio presente nel campus della California State University.
Attualmente milita nella NISA, terza divisione del calcio statunitense.

## Storia
Il 2 agosto 2019, la National Independent Soccer Association ha annunciato l'introduzione del Los Angeles Force come membro fondatore della lega. Il 7 settembre dello stesso anno il club esordì ufficialmente sconfiggendo in casa il San Diego 1904 con il risultato di 2-0.

## Palmarès

### Competizioni nazionali
- National Independent Soccer Association: 1

2024

### Altri trofei
- NISA Independent Cup:

Campione West Coast Region: 2021